# Distretto di Teplice

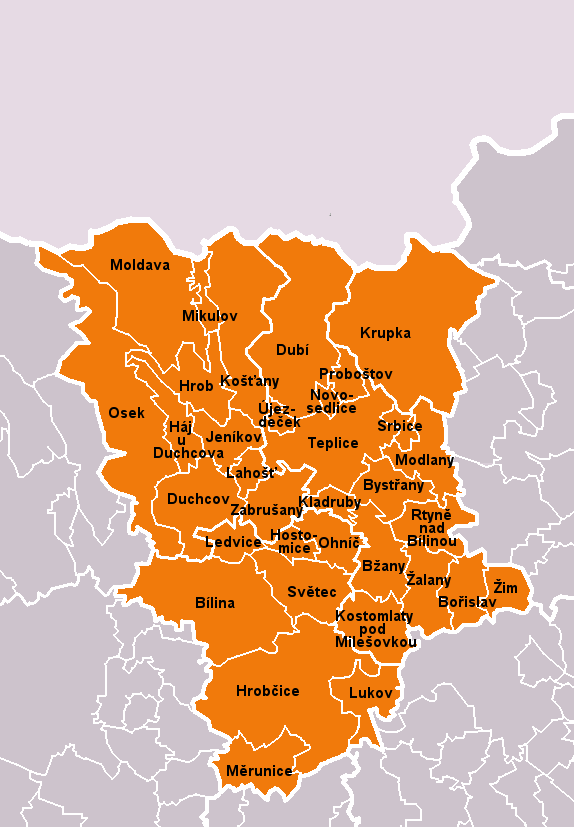
Comuni di distretto

Il distretto di Teplice (in ceco okres Teplice) è un distretto della Repubblica Ceca nella regione di Ústí nad Labem. Il capoluogo di distretto è la città di Teplice.

## Geografia antropica
Il distretto conta 34 comuni:

### Città
- Bílina
- Dubí
- Duchcov
- Hrob
- Košťany
- Krupka
- Ledvice
- Osek
- Teplice

### Comuni mercato
- Hostomice

### Comuni
- Bořislav
- Bystřany
- Bžany
- Háj u Duchcova
- Hrobčice
- Jeníkov
- Kladruby
- Kostomlaty pod Milešovkou
- Lahošť
- Lukov
- Měrunice
- Mikulov
- Modlany
- Moldava
- Novosedlice
- Ohníč
- Proboštov
- Rtyně nad Bílinou
- Srbice
- Světec
- Újezdeček
- Zabrušany
- Žalany
- Žim